# 호앙사현
호앙사현(베트남어: Huyện Hoàng Sa / 縣黃沙) 또는 다오호앙사현(베트남어: Huyện đảo Hoàng Sa / 縣島黃沙)은 베트남 남중부 지방 다낭의 현으로 면적은 305 km2이다. 남중국해에 위치한 파라셀 제도(베트남에서는 호앙사 군도라고 부름)를 관할하지만 현재는 중화인민공화국 하이난성 싼사시의 실효 지배 상태에 있다. 이 때문에 호앙사현의 현청은 하이쩌우군에 위치한다.
1982년 12월 19일에 베트남 정부가 파라셀 제도에 대한 영유권을 주장하기 위한 차원에서 꽝남다낭성을 형성하던 현 가운데 하나인 호앙사현을 신설했으며 1996년 11월 6일을 기해 꽝남성에서 분리된 다낭에 편입되었다. 1997년 1월 23일에 채택된 베트남 정부령을 통해 호앙사현의 관할 구역이 확정되었다.

## 지리
베트남 정부에 따르면, 호앙사 지구는 305km2의 면적을 차지하고 있으며, 다낭시 면적의 23.76%를 차지하고 있으며, 그 경계는 환초와 함께 호앙사 군도로 이루어져 있다. 본토에서 약 315km 떨어진 곳에 위치해 있다.

## 행정 구역
- 호앙사섬 (Đảo Hoàng Sa)
- 다박섬 (Đá Bắc)
- 흐우녓섬 (Đảo Hữu Nhật)
- 다러이섬 (Đá Lồi)
- 바꾸이섬 (Đảo Bạch Quy)
- 찌똔섬 (Đảo Tri Tôn, 中建島)
- 다오꺼이섬 (Đảo Cây)
- 다오박섬 (Đảo Bắc, 北島)
- 다오쭝섬 (Đảo Trung, 中島)
- 다오남섬 (Đảo Nam, 南島)
- 풀럼섬 (Phú Lâm, 永興島)
- 린꼰섬 (Đảo Linh Côn, 東島)
- 꽝호아섬 (Đảo Quang Hoà, 琛航島)
- 다봉바이 (Đá Bông Bay, 浪花礁)
- 바이싸끄 (Bãi Xà Cừ, 𣺽硨磲)
- 꼰깟떠이 (Cồn Cát Tây, 西沙洲)
- 다찜엔 (Đá Chim Én, 玉琢礁)
- 혼탑 (Hòn Tháp, 高尖石)

## 같이 보기
- 파라셀 제도